# اقبلاغ محمدولی
اقبلاغ محمدولی یکی از قدیمی ترین روستا های ازنا است و به گفته برخی از قدیمی ها این روستا در زمان سلجوقیان بنا شده و از توابع بخش جاپلق شهرستان ازنا در استان لرستان ایران است.

## جمعیت
این روستا در دهستان جاپلق شرقی قرار دارد و بر اساس سرشماری مرکز آمار ایران در سال ۱۴۰۱ زمستان، جمعیت آن ۶۲ نفر (۱۷ خانوار) بوده‌است که نسبت به سال‌های گذشته آمار جمعیت ۶۹- کاهش یافته.

## درگاه ارتباطی روستا
برای دریافت تصاویر و فیلم و اطلاعات و... از این روستا در تلگرام به کانال @aghbolaghihaaa بپیوندید!